# Richilde av Hainaut
Richilde av Hainaut, född 1018, död 1086, var regerande grevinna av Hainaut 1049-1076. Hon var grevinna av Flandern som gift med Balduin VI av Flandern, och Flanderns regent som förmyndare för sin son Arnold III av Flandern 1070-1071. 

## Biografi
Richilde bakgrund och exakta ställning var länge omtvistad och diffus. Hon var troligen dotter till Reinier av Hasnon (d. 1049), markgreve av Valenciennes 1047-49, och Adelheid av Egisheim. Hon gifte sig 1040 med greve Herman av Mons, greve av Hainaut 1039-45. Paret fick en son och en dotter. 

### Grevinna av Hainaut
Hon ärvde markgrevedömet Valenciennes av sin far 1049. När hennes make avled samma år, ärvde hon grevedömet Hainaut och Mons av honom. Hon kallades "Hainauts arvtagerska". Hainaut överfölls då av greve Balduin V av Flandern, som med militärt våld tvingade Richilde att gifta sig med hans son Balduin VI. Hennes nya svärfar såg till att hennes barn i första äktenskapet förlorade sin arvsrätt genom att göra dem till präst respektive nunna, och såg sedan till att hans son (Richildes nya make), blev greve av Hainaut och Valenciennes jure uxoris (genom äktenskap). När hennes nya man år 1067 ärvde Flandern av sin far och även blev greve Balduin VI av Flandern, förenades Flandern med Hainaut-Valenciennes till ett rike. 

### Flanderns regent
År 1070 blev Richilde änka för andra gången, och hennes son i andra äktenskapet, Arnold III, ärvde Flandern av sin far, medan deras yngre son (på makens önskan) skulle ärva Hainaut-Valenciennes som medregent med sin mor. Eftersom båda sönerna var minderåriga blev Richilde regent. 
Flandern överfölls nog av Richildes svåger Robert av Flandern, som ifrågasatte sin brorsons arvsrätt. Richilde sökte och fick militär hjälp från William FitzOsbern, 1st Earl of Hereford (som gifte sig med henne), och kung Filip I av Frankrike. Richildes styrkor besegrades av hennes svåger i Slaget vid Cassel, där både hennes nye man och äldste son dödades och Richilde själv tillfångatogs.

### Senare regering i Hainaut
Efter medling av Filip I av Frankrike frigavs Richilde sedan kungen erkänt Robert som greve av Flandern. Hon bosatte sig då i grevedömet Hainaut-Valenciennes, som hon regerade tillsammans med sin yngre son Balduin.  Hon uppförde slottet Beaumont klostret i Saint-Denis-en-Broqueroie. Hon abdikerade till sin sons förmån och drog sig tillbaka till klostret Messines år 1076.